# Zaary Károly
Zaary Károly,
mérnök és 1860-ban Kunszentmiklóson tartózkodó 76 éves vak költő.

## Művei
- Öröm-Emlékversek I. Ferencz József ausztriai császár s apost. magyar király és felséges nője Erzsébet… Magyarországon 1857. májusban tett körútjokra. Pest, 1857.
- Carmen gratulatorium occasione qua Emin… Dn. Joannes Scitovsky… archiepiscopus… secunditias 6. Nov. 1859. ritu solenni celebreret. Pest, 1859.
- Epigramma gratulatorium occasione, qua Rev. Dn. Joannes Scitovsky… archiepiscopus… Dnum Antonium Josephum Peitler in episcopum Vaciensem consecraret, 19. Junii 1859. Vacii, 1859.
- Elegia őonoribus… Antonii Josephi Peitler… episcopi… 17. Julii 1859. in sedem episcopalem solenniter introducti dicata. Pestini, 1859.
- Elegia in perennem memoriam Rev. Dno Josepho Haulik, occasione